# Henry Provensal
Henry Provensal, né à Neufchâteau (Vosges) le 18 février 1868, et mort à Houdan le 6 octobre 1934, est un peintre, sculpteur et architecte français.

## Biographie
Henry Provensal étudie à l'École des beaux-arts de Paris dont il est diplômé en 1898. Durant cette période, il expose au sein de la section architecture de la Société nationale des beaux-arts en tant qu'« architecte sculpteur ». En 1896, il présente l'idée d'un « asyle de rêve » ; il expose un Plan pour un château en Bretagne qui prend la forme d'un navire s'élançant sur les flots en 1898, et un Monument à Puvis de Chavannes en 1899. En 1900, il réalise le pavillon de la Céramique pour l'Exposition universelle à Paris. Il continue par la suite à exposer à la Société nationale des beaux-arts. Il présente le Tombeau du poète au Salon de 1901. La Maison de Solness le Constructeur, achevée en 1902 et exposée en 1903, inspirée de la pièce d'Henrik Ibsen, Solness le constructeur, parue en 1892, surprend particulièrement : l'atmosphère onirique, poétique et mystérieuse du tableau contraste avec le caractère utilitaire et pragmatique des réalisations de ses confrères. 
Entre 1901 et 1903, il publie ses projets en collaboration avec Henri Sauvage dans la revue Moderne Bauformen : tous deux rejettent les conceptions utilitaires de l'art. L'œuvre de Provensal en particulier évoque les réalisations de l'Art nouveau. L'année 1904 correspond à la publication de son principal ouvrage théorique sur l'architecture : L'art de demain, vers l'harmonie intégrale. Pour Provensal, l'architecte doit regarder « vers ces rivages lointains où se meurt la vérité, et manifester dans la forme, ce rêve d'infini qu'il porte en lui et qui n'est, à tout prendre, que le besoin inné d'immortalité sommeillant au fond de toute conscience humaine ». Ces ouvrages traitent essentiellement de beau, d'harmonie et de synthèse des arts (Provensal se déclarait lui-même à la fois architecte, peintre, aquarelliste, sculpteur et écrivain).

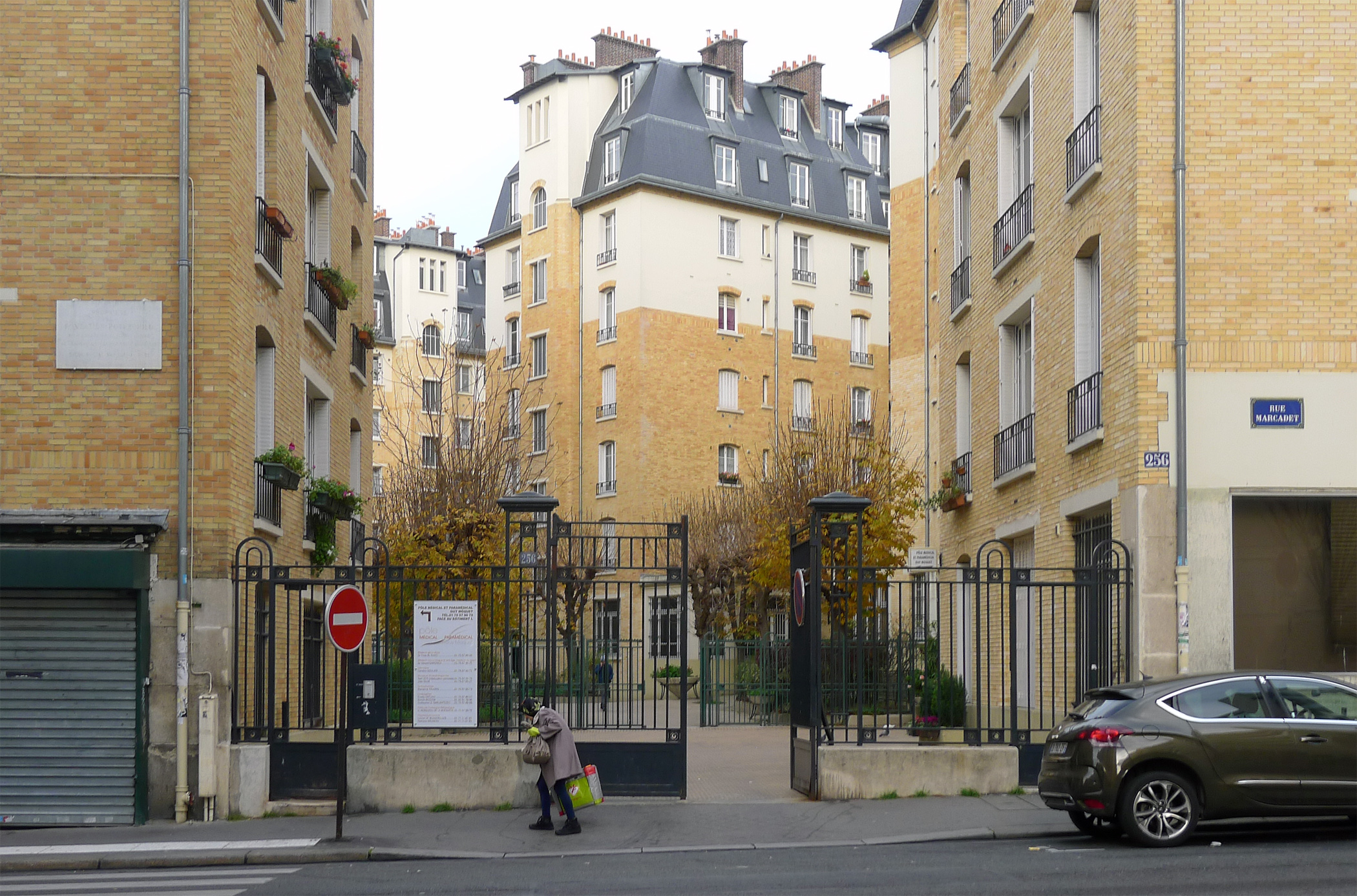
L'entrée du no 256 rue Marcadet à Paris.

1905 est une année décisive : il est nommé l'architecte adjoint de la Fondation Rothschild pour la construction de maisons ouvrières et d'habitations à bon marché (HBM). Il gagne par ailleurs le deuxième prix du concours organisé par la Fondation Rothschild (qui avait pour thème l'architecture antituberculeuse). Quelques annèes plus tard, entre 1913 et 1919, il dirige l'agence d'architecture de la Fondation Rothschild lors de la construction  du groupe d'immeubles à bon marché, sis aux nos 256-258 rue Marcadet. 
Ces nouvelles responsabilités l'éloignent peu à peu de ses projets d'une architecture du rêve et de l'idéal. De fait, en 1906, Provensal commence à enseigner l'hygiène à l'École pratique d'enseignement mutuel des arts. En 1907, Adolphe Augustin Rey, qui avait remporté le concours de l'agence Rothschild, est démis de ses fonctions, et remplacé par Provensal qui prend donc la direction de la fondation.
Il publie en 1908 L'habitation salubre et à bon marché qui met pour la première fois en ordre ses théories concernant la construction de logements sociaux. Il adopte globalement la même approche que Rey, mais place l'esthétique au cœur de ses préoccupations, et tente de l'accorder avec des exigences pratiques. C'est pourquoi il envisage la construction d'HBM à petite échelle, sur de petites parcelles, pour des propriétaires potentiels en quêtes d'un placement sûr. Il s'oppose ainsi à Rey qui préconisait de ne travailler que sur des parcelles de plus en plus grandes.
En 1919 il devient architecte de l'Office de la ville de Paris et le reste jusqu'à sa mort en 1934.

## Publications
- L'art de demain : vers l'harmonie intégrale, Paris, Librairie Perrin, 1904 (en ligne)).
- L’Habitation salubre et à bon marché, Paris, Schmid, 1908 (en ligne).

## Œuvres dans les collections publiques
- Paris, musée d'Orsay :
  - La maison de Solness le Constructeur, 1902[4] ;
  - Projet onirique (tombeau pour un poète), 1901[5].

## Pour approfondir